# 米格尔·博耶尔
米格尔·博耶尔·萨尔瓦多（西班牙語：Miguel Boyer Salvador，1939年2月5日—2014年9月29日）是西班牙经济学家，政治家。1982年至1985年担任西班牙经济与财政大臣。他为1980年代中期西班牙经济复苏做出了重大贡献。

## 生平
1939年2月5日出生于法国北巴斯克地区圣让德吕兹。毕业于马德里康普顿斯大学经济学专业。毕业后在多所银行工作，后来成为西班牙銀行资深经济顾问。1974年担任西班牙国家工业协会会长。
1960年加入西班牙工人社会党。1979年至1980年担任西班牙众议院议员，代表哈恩选区。
1982年12月2日被任命为经济与财政大臣。 1985年，他制定了一项税法，使人们在投资保险时可以避免缴税。他是内阁中最有影响力的阁僚之一。然而，在1985年7月的内阁改组中，他被免职，由卡洛斯·索尔查加接替。据推测，他可能在关键问题上与副首相阿方索·格拉产生了分歧。此外，他要求设立第二副首相职位以扩大自身影响力的做法也是遭撤职的要因之一。
离职后，他被任命为西班牙对外银行行长。1986年成为歐洲核子研究組織未来预测特别委员会成员。1999之前担任西班牙FCC营建集团高层管理人员。1999年7月到2005年1月担任西班牙燃料公司CLH总裁。2010年5月成为伊斯巴尼亞車隊董事会成员，兼任财务总监和顾问。2010年5月20日成为西班牙电网公司董事会成员。

## 政策
20世纪70年代，博耶尔支持自主的社会主义经济政策。民主转型后则支持主流、温和、讲求实效的经济政策。虽然他是社会主义内阁的阁僚，但在担任大臣时期仍然主张新自由主義的经济观。这种经济政策显然有悖于政府的社会主义模式，但人们在很大程度上低估了这种政策的实际社会成效。这种政策的首要任务是采取措施控制货币供应措施减少通货膨胀，从而提利息和加强货币流通。尽管博耶尔的政策在一定程度上降低了西班牙通货膨胀率和政府支出，但失业率却高达20％。
博耶尔还支持西班牙加入欧洲联盟。

## 争议
1992年2月，他和西班牙国家银行前行长马里亚诺·卢比奥被指控涉嫌价格操纵和商业欺诈。他未被判刑，但卢比奥被判入狱。

## 个人生活
第一任妻子是著名妇科医生埃莱娜·阿尔加多。离婚后于1987年与菲律宾社交名媛伊莎貝爾·普雷斯勒结婚。
2014年9月29日因肺栓塞抢救无效在马德里红色国际医院去世。